# Humulești, Neamț
Humulești este o localitate componentă a orașului Târgu Neamț din județul Neamț, Moldova, România.

## Obiective turistice
- Casa memorială Ion Creangă de la Humulești ("bojdeuca")

## Personalități
- Ion Creangă (1837 - 1889), scriitor român.
- Michael Nehorai n. Littman (1931-2020), rabin si filosof